# Рёкан Тайгу
Рёкан Тайгу (яп. 良寛大愚) (1758—1831) — японский писатель, философ, каллиграф и мыслитель.

## Родители

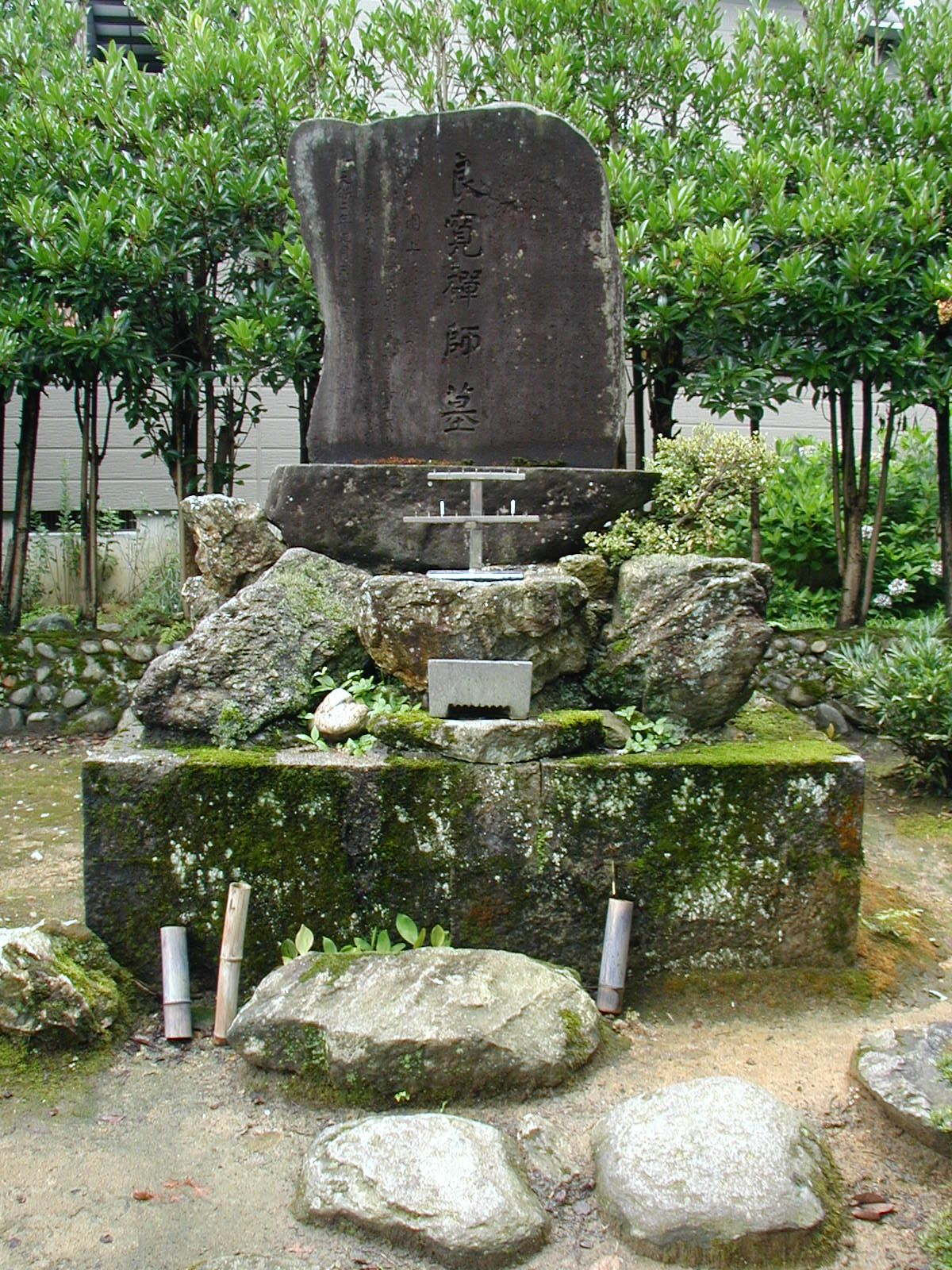
Могила Рёкана

Рёкан (настоящее имя Ямамото Эйдзо/Эдзо) родился в конце 1758 года в небольшом рыбацком селе Идзумодзаки, что в провинции Этиго (ныне префектура Ниигата), в семье старосты этой деревни, местного синтоистского священника. Отец Рёкана был обвинен в мятеже, направленном на реставрацию в стране императорской власти, и в 1795 г. покончил жизнь самоубийством, утопившись в реке Кацура. Мать будущего поэта, философа и прекрасного каллиграфа была родом с острова Садо, что на Японском море, и кроме Рёкана, родила ещё трёх мальчиков и трёх девочек.

## Молодые годы

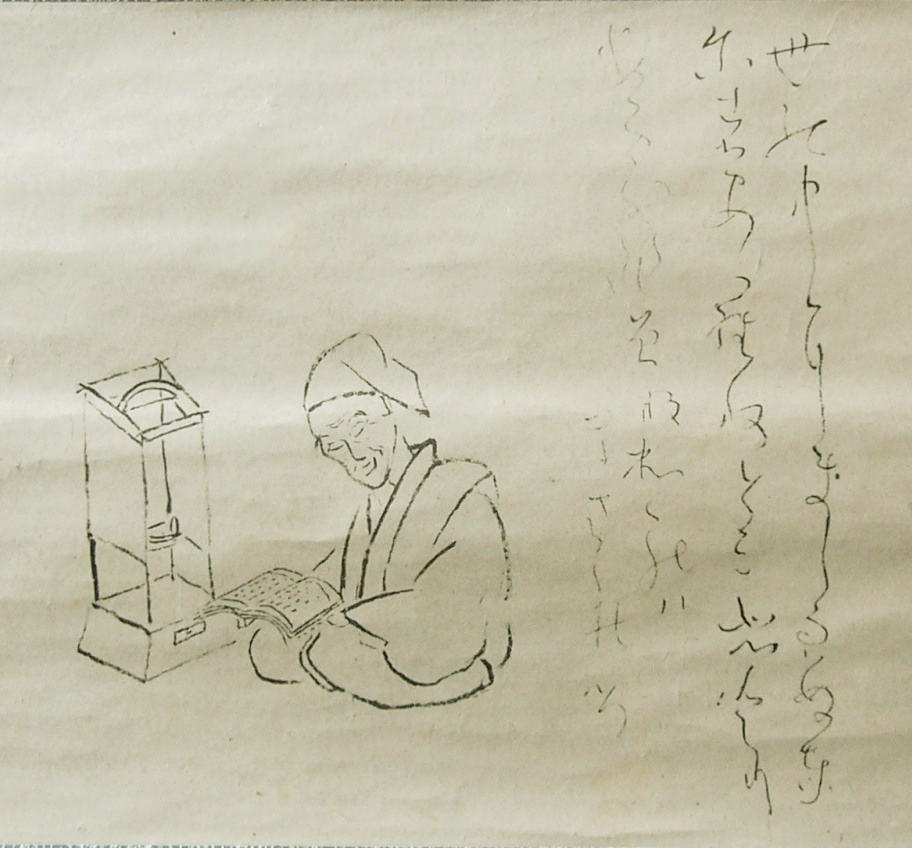
Портрет

Поскольку семья Рёкана была достаточно зажиточной, все дети смогли получить хорошее по тому времени образование. Сам Рёкан до восемнадцати лет учился в конфуцианской школе города Дзидзодо, где, кроме китайского языка, изучал китайскую классическую литературу, а также философско-религиозные трактаты Конфуция, Лао-цзы и других известных китайских и японских философов и религиозных деятелей, в частности Кукая, Сайтё, Эйсая, Догэн. Несмотря на то, что он, как старший сын, должен заменить своего отца на посту синтоистского священника и старосты села, Рёкан уговаривает отца отпустить его в монастырь Косьодзи, находившийся с соседнем селе Амадзё и принадлежал к дзен-буддийской секте Сото, основанной Догэн.

## Дальнейшая жизнь
Вместе со своим новым учителем Кокусэном, юноша путешествует в город Тамасима, на побережье Внутреннего Японского моря, и после возвращения из этой поездки в 1779 году окончательно решает принять постриг и стать дзэн-буддистским монахом в храме Ёнцудзи. Именно Кокусэн дал мальчику имя Рёкан, что означало «хороший» и «великодушный». В храме Ёнцудзи Рёкан провел почти двенадцать лет. После смерти учителя в 1791 году он в течение шести лет путешествует по стране, останавливаясь на короткое время в известных и малоизвестных горных храмах, тщательно изучает в храмовых библиотеках древние рукописные буддийские трактаты, снова отправляется в путь, просит милостыню, ночует, где придется. Узнав о смерти отца, Рёкан в 1795 году возвращается в своё родное село Идзумодзаки, вблизи которого на побережье Японского моря, в местности под названием Гомото, он случайно наткнулся на заброшенную хижину, где и поселился. Впоследствии Рёкан перебирается на гору Кугами, что в нескольких километрах от Идзумодзаки, на которой находился храм Кокудзё буддистской секты Сингон, возведенный ещё в древности. Вблизи этого храма он строит хижину, в которой прожил почти 20 лет. Потом переехал в имение своего богатого приятеля.
В 69-летнем возрасте он впервые знакомится с молодой монахиней Тэйсин, которой на тот момент исполнилось всего 27 лет, и которая за пять лет до этого, расставшись с мужем, пошла служить в монастырь. С детства влюбленная в поэзию, Тэйсин была в восторге от знакомства с Рёканом, которого обожала и искренне любила до конца его дней. Она стала для поэта лучшим другом и верной заботливой компаньонкой.

## Смерть
Летом 1830 года Рёкан тяжело заболел дизентерией. Состояние его здоровья постепенно ухудшалось. У больного постоянно дежурили его родной брат Юси и Тэйсин, сменяя друг друга. 6 января 1831 Рёкана не стало. «Тэйсин написал Рёкан, умер сидя в позе медитации, „так же, как если бы он заснул“».

## Переводы
- Рёкан. Хижина «Мерка риса» / пер. А. Долина. — СПб.: Гиперион, 2014. 320 с. — ISBN 978-5-89332-205-7.